# 京宛高速动车组列车
京宛高速动车组列车是中华人民共和国中国铁路高速运行于首都北京市北京西站及河南省南阳市南阳东站的高速动车组列车，途经北京市、河北省、河南省一市二省，客运里程958公里。其中北京西站至南阳东站运行5小时7分，使用车次为G571次；南阳东站至北京西站运行5小时6分，使用车次为G572次。

## 历史
2019年12月1日，因应郑渝高速铁路郑襄段通车，「京宛高速动车组列车」开行，每天从北京西站及南阳东站发出一趟高速动车组列车往返，南阳东站发车时间为08:00（G4068次），北京西站发车时间为13:41（G4067次）。
2019年12月30日，该对列车正式纳入运行图开行，车次调整为G1575/1576次。
2022年6月20日，因应郑渝高速铁路全线通车和京广高速铁路达速运营，车次调整为G571/572次。

## 時刻表
- 以下数据截至2025年5月29日：

| 里程 | G571次 | G571次 | 停靠站     | G572次 | G572次 | 里程 |
| 里程 | 到点   | 开点   | 停靠站     | 到点   | 开点   | 里程 |
| ---- | ------ | ------ | ---------- | ------ | ------ | ---- |
| 0    | —      | 13:37  | 北京西     | 12:52  | —      | 958  |
| 139  | 14:18  | 14:20  | 保定东     | 12:09  | 12:11  | 819  |
| 244  | 14:47  | 14:58  | 正定机场   | 11:29  | 11:42  | 714  |
| 281  | 15:11  | 15:18  | 石家庄     | 11:12  | 11:15  | 677  |
| —    | ↓      | ↓      | 邯郸东     | 10:29  | 10:33  | 502  |
| 516  | 16:09  | 16:11  | 安阳东     | ↑      | ↑      | —    |
| —    | ↓      | ↓      | 鹤壁东     | 09:59  | 10:01  | 396  |
| 626  | 16:37  | 16:39  | 新乡东     | ↑      | ↑      | —    |
| 693  | 17:00  | 17:03  | 郑州东     | 09:24  | 09:27  | 265  |
| —    | ↓      | ↓      | 郑州航空港 | 09:01  | 09:03  | 225  |
| 769  | 17:27  | 17:29  | 长葛北     | ↑      | ↑      | —    |
| 826  | 17:47  | 17:49  | 郏县       | 08:33  | 08:35  | 132  |
| 848  | 17:59  | 18:01  | 平顶山西   | 08:21  | 08:23  | 110  |
| 916  | 18:20  | 18:30  | 方城       | 08:00  | 08:02  | 42   |
| 958  | 18:44  | —      | 南阳东     | —      | 07:46  | 0    |

## 使用列车
G571/572次列车使用配属郑州局集团郑州东动车运用所的CRH380AL。

## 其他行驶北京与南阳间的高速动车组车次
除以上车次外，来往北京与湖北西部、西南地区间的高速列车亦运行于北京与南阳之间。每天运行于北京与南阳间的高速列车约为5对。
- 京渝高速动车组列车：G51/52次、G351/352次（2对）
- 京蓉高速动车组列车：G333次（0.5对）
- 京贵高速动车组列车：G371/372次（1对）
- 京襄高速动车组列车：G803/804次（1对）
- 京十高速动车组列车：G1589次（0.5对）